# Brižine-Balinjača (arheološko nalazište)
Brižine-Balinjača, arheološko nalazište kod Zmijavaca.

## Povijest
Arheološko nalazište Brižine-Balinjača nalazi se SZ od zaseoka Milasâ u Zmijavcima. Riječ je o višeslojnom nalazištu koji ima 3 faze razvoja. Prvu fazu predstavlja prapovijesni tumul (gomila) promjera oko 20 m. Drugu fazu predstavlja srednjovjekovno groblje sa stećcima koje se razvija tijekom 14. i 15. st. na i oko spomenutog tumula. Do danas je sačuvan najmanje 31 stećak, uglavnom sanduci i ploče te 3 sljemenjaka. Stećci su grublje obrade i svi osim dva neukrašeni. Na jednom sanduku je ukras u obliku grčkog križa a na drugom par koji se drži za ruke. Uz i uokolo stećaka u ranom novom vijeku formira se nekropola s učelcima. Većina učelaka su nepravilni, rustično obrađeni komadi kamena. Arheološki slojevi nastajali su od 2000. pr. Kr. do 1700. godine.

## Zaštita
Pod oznakom Z-6491 zaveden je kao nepokretno kulturno dobro - pojedinačno, pravna statusa zaštićena kulturnog dobra, klasificirano kao "arheološka baština".